# مارليو (أين)
مارليو (بالفرنسية: Marlieux)‏ هي بلدية فرنسية تقع في إقليم الأين في فرنسا. رمز إنسي لها هو:1235. أما الرمز البريدي لها فهو: 1240.